# تهران مخوف

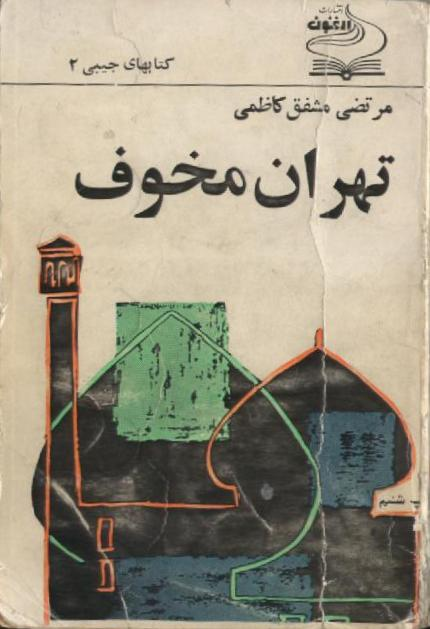

تهران مخوف (طهران مخوف) عنوان رمانی است از مرتضی مشفق کاظمی نویسنده ایرانی (متولد ۱۲۸۱ خورشیدی).
تهران مخوف در حقیقت نخستین رمان اجتماعی ایرانی به شمار می‌رود. مشفق کاظمی با تکیه بر اصول صحیح رمان‌نویسی و با محور قرار دادن زن به مفاسد درونی جامعه ایران اواخر عهد قاجار پرداخت. او با توصیف فساد و فحشا و ناامنی اجتماعی در سال‌های پس از مشروطیت در واقع یاس عمومی ناشی از به نتیجه نرسیدن انقلاب مشروطه را بیان می‌کند. داستان رمان حول عشق فرخ و مهین دور می‌زند اما نویسنده طی آن به علل انحراف مشروطه، روسپی شدن زنان و فساد اداره جات می‌پردازد. شیوه روایت آن متکی بر داستان‌های عامیانه فارسی با نگاه به رمان‌های مدرن نظیر کنت مونت کریستو نوشته الکساندر دوما است.
مشفق کاظمی رمان تهران مخوف را در اکتبر ۱۹۲۴ در برلن به پایان برد (و این تاریخ در پایان نسخه چاپی کتاب درج شده‌است) و در این زمان ۲۶ ساله بود. رمان نخست به صورت پاورقی در روزنامه ستاره ایران منتشر شد و بعداً به صورت کتاب درآمد. نخستین چاپ کتاب تاریخ ۱۳۰۵ را نشان می‌دهد.
رمان تهران مخوف قصه جوانی به نام فرخ است. او آرزوی ازدواج با دخترعمه خود مهین را در سر دارد و در راه رسیدن به این هدف با مشکلات زیادی روبه رو می‌شود و ماجراهایی بر او می‌گذرد. گره خوردن سرنوشت آن‌ها با مقطعی حساس از تاریخ ایران؛ مقطعی که در آن، اشرافیت سنتی قاجار، دارد جای خود را به طبقه‌ای جدید می‌دهد.
این رمان به باور حسن میرعابدینی، پژوهشگر و منتقد ادبی، اثری آشفته و به لحاظ هنری ضعیف است.